# Ayala (Álava)
Ayala (cooficialmente en euskera: Aiara) es un municipio español de la provincia de Álava, en la comunidad autónoma del País Vasco. Cuenta con una población de 2942 habitantes (INE 2024).

## Toponimia
El actual municipio de Ayala comprende la mayor parte de la antigua Tierra de Ayala. Esta abarcaba también los actuales municipios de Amurrio (sin Arrastaria), Oquendo y parte de Arceniega. Se trataba de una región que administrativamente estaba diferenciada de Álava y Vizcaya, y por tanto podría ser considerada como una provincia de la Corona de Castilla. Este sistema se mantuvo hasta 1842, cuando quedó integrada totalmente en la provincia de Álava.
Ayala aparece mencionado como tal por primera vez en el siglo X. Esta ha sido la forma más común de transcripción del nombre, que también ha conocido otras formas como Aialha (siglo XVI) o Aiala (siglo XV). Se trata de una comarca que desde antiguo ha sido atravesada por la frontera lingüística entre castellano y euskera (si bien la parte históricamente vascófona es mucho más extensa, llegando hasta el Valle de Llanteno y Arceniega), de tal forma que en ella coexisten topónimos vascos y romances. Como el euskera se dejó de hablar en las partes vascófonas de la Tierra de Ayala allá por el siglo XIX no llegó hasta la actualidad oralmente la forma tradicional de llamar a la comarca en lengua vasca. Hoy sabemos que en vasco se le llamaba Aiara gracias al testimonio escrito que dejó el cronista guipuzcoano Esteban de Garibay en el siglo XVI: se llamó Ayara en lengua Bascongada de la mesma tierra, y oy en día se llama de la mesma manera, y por corrupción dicen en la castellana Ayala. La Real Academia de la Lengua Vasca estableció de acuerdo a dicho testimonio que el nombre en lengua vasca del municipio debía ser Aiara (actualización de Ayara a la moderna ortografía vasca). Desde 1997, el nombre oficial del municipio es Ayala/Aiara recogiendo el nombre vasco del municipio.
No está claro sin embargo cual es el origen etimológico del nombre, o si tal y como creía Garibay Ayala derivaba de Aiara. Existe una etimología popular muy antigua que explica el origen del nombre con una leyenda, que al menos se remonta a la obra del cronista vizcaíno Lope García de Salazar en el siglo XV. Según García de Salazar la Tierra de Ayala era una tierra de nadie entre Vizcaya y Castilla, una tierra muy apetecible pero que ni castellanos ni vizcaínos se atrevían a poblar por no incomodar a sus vecinos.

"En el tienpo que reinava el rey don Alonso en Castilla que ganó a Toledo vino un fijo vastardo del Rey de Aragón que llamavan don Vela a lo servir. E andando este rey don Alonso a correr monte sobre las peñas de Mena, vio d'ençima la tierra donde es agora Ayala, que no era poblada, que se llamava la Sopeña; estando el Rey sobre la peña de Salbada, dixiéronle los cavalleros que por qué no poblava aquella tierra e díxoles que la poblaría, si oviese quien lo poblase. E aquel conde don Vela de Aragón pidióle por merçed que gela diese e qu'él la poblaría. E algunos que allí estavan, que lo querían bien, dixiéronle:

- Señor, áyala. (Señor, ¿está hecho?)
- E el Rey dixo:
- Pues áya la. (ahí hela)

- E por esto ovo nonbre Ayala e llamóse conde don Vela, Señor de Ayala. E poblada aquella tierra de vascos e de latinados, morió e está sepultado en Santa María de Respaldiça

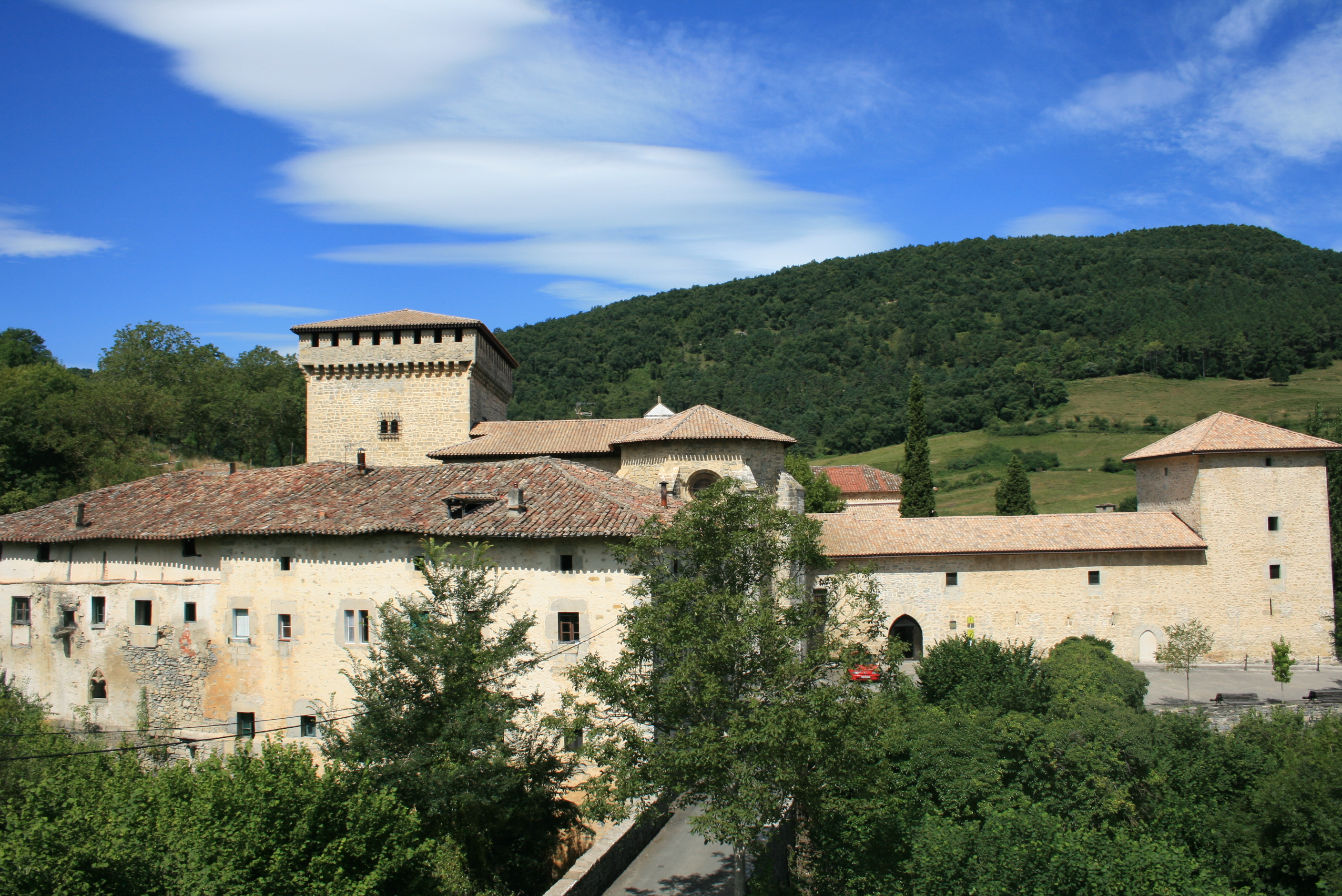
Conjunto monumental de Quejana

Los filólogos solo se ponen de acuerdo en no dar verosimilitud a esta leyenda, dado que Ayala aparece mencionada ya en el siglo X y el susodicho rey Alfonso VI, que supuestamente la bautizó, no reinó hasta el siglo XI. De aquí en adelante no caben más que hipótesis, ya que es un topónimo oscuro. Julio Caro Baroja comentó que podría tener relación con la palabra en lengua vasca aiher que significa cuesta o pendiente. En libros de etimologías y apellidos vascos aparece con significados como declive de la eminencia (de aiher alagar), lado de la pendiente (de aiher alde) o pastizal (relacionado con alha); pero estas etimologías no tienen base documental o científica que las sustente más allá del parecido de las palabras.
Se ha tratado de establecer relación entre Ayala y otros topónimos alaveses como Guevara o Vírgala que aparecen documentados también como Guevala y Bírgara, presentando la misma alternancia que Ayala y Aiara. También con otros topónimos vascos con terminación en -ara. Podría ser un nombre compuesto Ai+ara. Dado que en la localidad navarra de Eslava aparece el topónimo Aiareta se ha querido ver también la existencia de un antropónimo basado en el nombre Aioro o Aiora detrás de Ayala.

## Demografía
Ayala cuenta con una población de 2942 habitantes (INE 2024).
| Gráfica de evolución demográfica de Ayala entre 1842 y 2021 |
| |
| Población de derecho según los censos de población del INE Población de hecho según los censos de población del INEEn estos censos se denominaba Ayala: 1842, 1857, 1860, 1877, 1887, 1897, 1900, 1910, 1920, 1930, 1940, 1950, 1960, 1970, 1981 y 1991 |

| Gráfica de evolución demográfica de Ayala entre 1988 y 2020 |
|                                                             |

## Economía
La industria se concentra principalmente en las cercanías del pueblo de Murga donde se encuentra el polígono industrial de Ayala. Existe una importante implantación del sector del mueble. Las empresas del municipio que superan los 50 trabajadores son:
- Aianox: fundición de acero inoxidable.
- Etorki: aserradero. Pertenece a la Corporación MCC.
- Inan: muebles metálicos. Pertenece al Grupo Kider.
- Kider: mobiliario metálico.
- Luyando System: fabricante de sillas y sillones de oficina.

## Administración y política

### Gobierno municipal
| Partido político                                              | 2015  | 2015       | 2011  | 2011       | 2007  | 2007       | 2003        | 2003        | 1999  | 1999       | 1995  | 1995       |
| Partido político                                              | %     | Concejales | %     | Concejales | %     | Concejales | %           | Concejales  | %     | Concejales | %     | Concejales |
| Euzko Alderdi Jeltzalea-Partido Nacionalista Vasco (EAJ-PNV)  | 40,20 | 5          | 29,43 | 4          | 51,01 | 7          | 71,46       | 9           | 41,39 | 5          | 41,77 | 5          |
| Euskal Herria Bildu (EH Bildu)-Bildu                          | 35,42 | 4          | 36,46 | 4          | —     | —          | —           | —           | —     | —          | —     | —          |
| Aiara Batuz                                                   | 15,20 | 2          | 19,37 | 2          | —     | —          | —           | —           | —     | —          | —     | —          |
| Partido Popular del País Vasco (PP)                           | 5,27  | 0          | 9,87  | 1          | 13,09 | 1          | 20,34       | 2           | 23,94 | 3          | 24,66 | 3          |
| Partido Socialista de Euskadi-Euskadiko Ezkerra (PSE-EE PSOE) | 2,85  | 0          | 3,21  | 0          | 6,69  | 0          | 5,82        | 0           | 1,66  | 0          | 2,07  | 0          |
| Ezker Batua-Berdeak (EB-B)                                    | —     | —          | —     | —          | 5,11  | 0          | —           | —           | —     | —          | —     | —          |
| Eusko Alkartasuna (EA)                                        | —     | —          | —     | —          | 21,04 | 3          | Con PNV     | Con PNV     | 13,97 | 1          | 16,23 | 2          |
| Euskal Herritarrok (EH)-Herri Batasuna (HB)                   | —     | —          | —     | —          | —     | —          | Ilegalizado | Ilegalizado | 16,92 | 2          | 10,01 | 1          |
| Unidad Alavesa (UA)                                           | —     | —          | —     | —          | —     | —          | 0,28        | 0           | —     | —          | 2,39  | 0          |

### Organización territorial

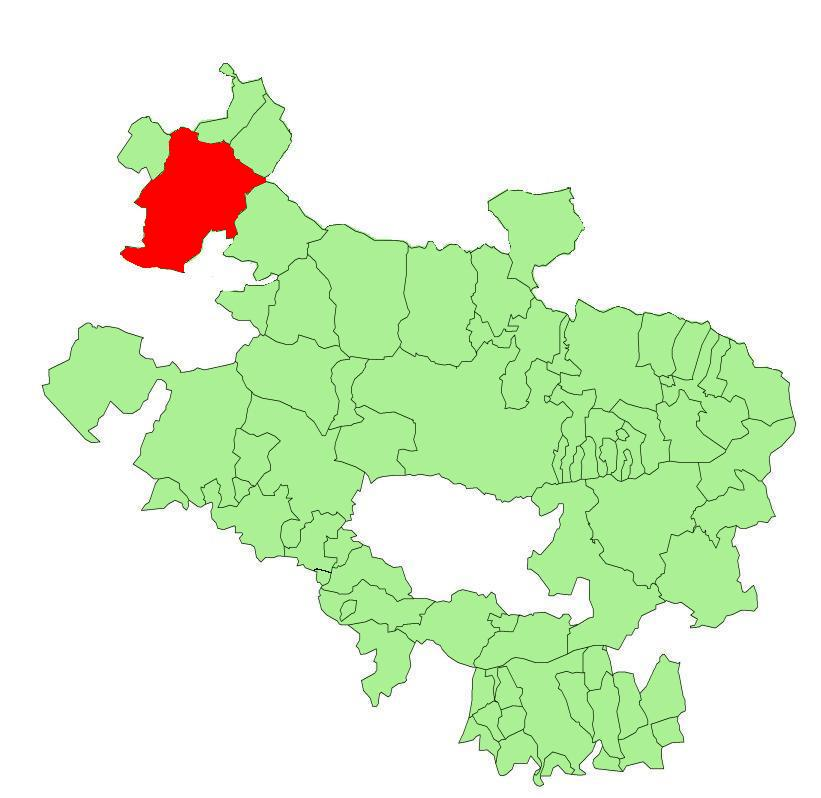
Extensión del municipio en la provincia de Álava

El municipio de Ayala está compuesto por 23 concejos que abarcan 24 pueblos. Los pueblos de Menagaray y Beotegui fusionaron sus concejos en 1976.
| Concejo            | Nombre oficial          | 2000 | 2005 | 2010 | 2015 | 2019 |
| Aguíñiga           | Agiñaga                 | 22   | 27   | 27   | 21   | 21   |
| Añes               | Añes                    | 29   | 29   | 24   | 20   | 22   |
| Costera            | Costera/Opellora        | 25   | 29   | 27   | 24   | 27   |
| Echegoyen          | Etxegoien               | 21   | 17   | 19   | 22   | 13   |
| Erbi               | Erbi                    | 5    | 5    | 9    | 10   | 13   |
| Izoria             | Izoria                  | 126  | 151  | 160  | 159  | 159  |
| Lejarzo            | Lejarzo/Lexartzu        | 15   | 11   | 15   | 13   | 15   |
| Llanteno           | Llanteno                | 137  | 132  | 122  | 111  | 103  |
| Lujo               | Luxo/Lujo               | 3    | 6    | 5    | 4    | 3    |
| Luyando            | Luiaondo                | 529  | 925  | 1131 | 1242 | 1271 |
| Madaria            | Madaria                 | 11   | 11   | 10   | 5    | 12   |
| Maroño             | Maroño                  | 40   | 36   | 33   | 39   | 31   |
| Menagaray-Beotegui | Menagarai-Beotegi       | 196  | 207  | 219  | 209  | 218  |
| Menoyo             | Menoio                  | 42   | 42   | 36   | 33   | 33   |
| Murga              | Murga                   | 107  | 106  | 113  | 120  | 126  |
| Oceca              | Ozeka                   | 8    | 4    | 12   | 12   | 18   |
| Olabezar           | Olabezar                | 75   | 62   | 63   | 69   | 73   |
| Quejana            | Quejana/Kexaa           | 59   | 55   | 44   | 42   | 34   |
| Respaldiza         | Arespalditza/Respaldiza | 327  | 403  | 488  | 497  | 512  |
| Retes de Llanteno  | Retes de Llanteno       | 63   | 67   | 70   | 65   | 60   |
| Salmantón          | Salmantón               | 27   | 33   | 32   | 31   | 36   |
| Sojo               | Soxo/Sojo               | 52   | 47   | 51   | 53   | 47   |
| Zuaza              | Zuaza/Zuhatza           | 145  | 137  | 117  | 126  | 127  |

- Nota: Los datos de población corresponden al INE. Nomenclátor: Población del Padrón Continuo por Unidad Poblacional.